# Дрю, Джед
Джед Френсис Дрю (англ. Jed Francis Drew; род. 29 августа 2003) — австралийский футболист, полузащитник клуба «Макартур».

## Клубная карьера
Дрю — воспитанник клубов «Блю Маунтианс», «Мельтхам», «Сидней» и «Блэктаун Сити». В 2022 году игрок подписал контракт с «Макартуром». 16 октября в матче против «Аделаида Юнайтед» он дебютировал в A-Лиге. 13 ноября в поединке против «Сентрал Кост Маринерс» Джед забил свой первый гол за «Макартур». 

## Международная карьера
В 2023 году в составе молодёжной сборной Австралии Дрю принял участие в молодёжном Кубке Азии в Узбекистане. На турнире он сыграл в матчах против команд Вьетнама, Ирана, Катара и Узбекистана. 